# Sains-lès-Fressin
Sains-lès-Fressin è un comune francese di 182 abitanti situato nel dipartimento del Passo di Calais nella regione dell'Alta Francia.

## Società

### Evoluzione demografica
Abitanti censiti